# Sean Cody
Sean Cody é uma empresa americana com sede em San Diego, Califórnia. Foi fundada no outono de 2001 e é especializada em pornografia homossexual. A distribuição de pornografia é exclusivamente digital.
De 2003 a 2015, a marca foi gerida pela Cody Media Inc. até ser vendida à empresa de comunicação social e TI Mindgeek.

## A empresa
Em junho de 2010, o antigo actor Devon Hunter (conhecido como Ryan como actor) relatou a sua experiência com a companhia durante as filmagens. Na sua opinião, ele critica o conceito de homossexual por remuneração, mas vale a pena mencionar especialmente a crítica de que ele experimentou homofobia no cenário. Mas, aparentemente, foi antes o conceito "Gay-for-Pay" na pornografia homossexual que desencadeou um debate nos círculos dos homossexuais. Após as suas críticas, Sean Cody publicou os dados pessoais de Hunter, o que colocou a empresa sob forte crítica e apagou o artigo com os dados.
A Cody Media Inc. apresentou queixa em janeiro de 2012 por partilha ilegal de ficheiros por 122 emissoras no primeiro vídeo de barebacking da empresa, "Brandon & Pierce Unwrapped", lançado em dezembro de 2011. Esta foi a primeira acusação da Cody Media Inc. e de Sean Cody, respectivamente, descrevendo a empresa como agressiva na sua política contra a partilha de ficheiros desde então.
Com a venda à Mindgeek, a qualidade futura dos vídeos foi questionada, uma vez que os concorrentes da Mindgeek incluem a Men.com. A Mindgeek foi repetidamente criticada pelo seu comportamento monopolista no mercado da indústria do sexo pornográfico e pelo abandono de marcas de baixo lucro. Isto deve-se provavelmente também ao facto de não investir estrategicamente em marcas de sucesso e portanto, não as adaptar às mudanças no mercado. De acordo com a Google Trends, Sean Cody seguiu o caminho para o auge no foco do público interessado em 2015, mas tem vindo a decrescer constantemente desde 2016. Embora tenha havido um efeito de aquisição através de uma reestruturação conceptual em 2015, a falta de investimento tem um efeito negativo no resultado estratégico do interesse público.

## Actores
Sean Cody concentra-se predominantemente em homens jovens e musculados que actuam tanto a solo como em cenas hardcore. A empresa tem também uma política rigorosa de que os homens assinam um contrato em que nunca tiveram qualquer experiência pornográfica activa antes e, portanto, contratam exclusivamente os actores.
Alguns dos artistas mais tarde tornaram-se mais ou menos celebridades em público, por exemplo o modelo de roupa interior Simon Dexter trabalhou para Sean Cody antes da sua carreira. Também Aaron Savvy, um modelo de fitness e atleta do MMA, que também apareceu no espectáculo de competição Hole in the Wall, nos Estados Unidos. Dakota Cochrane, também atleta de MMA que participou na 15ª temporada do Ultimate Fighting Championship no FX Network, foi actor com o pseudônimo de Danny em 2007. Segundo ele, lamenta a decisão de filmar os vídeos. Dayton O'Connor, Colby Keller, Paul Wagner e Brady Jensen tornaram-se atores profissionais da pornografia. Um ex-actor Sean (primeiro nome oficial Ben) apareceu na série documental True Life da MTV em dezembro de 2015, no episódio I Am a Gay-for-Pay Porn Star, onde falou da sua família e da sua carreira na indústria do sexo gay. Também o actor Forrest (oficialmente Anthony) apareceu neste episódio.
Sean Cody é, entretanto, também mais conhecido pelos lados negros dos actores, alguns dos quais foram presos como assassinos. Jason Andrews, que trabalhou para Sean Cody como Addison em 2008, foi o primeiro caso. Foi detido por homicídio em primeiro grau em 2010. Vale a pena mencionar, em especial, que se diz que ele foi popular entre os espectadores de Sean Cody do seu tempo e que fez sete vídeos para Sean Cody entre abril e julho de 2008. Andrews declarou-se culpado de homicídio em primeiro grau e foi condenado a prisão perpétua sem possibilidade de liberdade condicional. Além disso, em março de 2015, Teofil Brank, popular na indústria do sexo pornográfico como Jarec Wentworth, foi acusado de chantagear Donald Burns, membro da direcção de MagicJack, que é também um destacado político republicano nos Estados Unidos. O Brank foi subsequentemente considerado culpado em julho de 2015 e condenada a seis anos de prisão em outubro de 2015.